# Rheinpfeil
De Rheinpfeil Express (D9/10) was een Duitse buitenlandse verbinding met Hoek van Holland die op 18 mei 1952 begon te rijden. Op 5 oktober 1952 werd de naam gewijzigd in Rheinpfeil. Op 17 mei 1953 kreeg de D9/D10 de naam Rheingold Express en werd de D163/164, die tot dan toe de naam Rheingold Express droeg, omgedoopt in Loreley Express. De naam Rheinpfeil verdween uit de dienstregeling en keerde pas in 1958 als binnenlandse D-trein F 21/22 terug op de verbinding Dortmund - München. De Rheinpfeil dankt zijn naam aan het traject door het Rijndal dat de trein pijlsnel aflegde.

## Deutsche Bundesbahn
Om de Rheingold in oude glans te herstellen gaf de DB aan de industrie opdracht om een serie luxerijtuigen voor de Rheingold te ontwikkelen. Dit resulteerde in 1962 in vier verschillende rijtuigen: Coupérijtuig Av 4 üm, Salonrijtuig Ap 4 üm, Uitzichtrijtuig AD 4 üm en Restauratierijtuig WR 4 üm. In 1963 werd een vervolgserie van dezelfde rijtuigen gebouwd, met de toevoeging üm-63, voor de Rheinpfeil. De treinen reden nu als aparte trein door het Rijndal waarbij rijtuigen werden uitgewisseld in Duisburg. Hierdoor kon ook van Bazel naar Dortmund en van Amsterdam naar München gereisd worden zonder overstappen. Als locomotief voor het Duitse traject werd een speciaal aangepaste E10, de E10.13 gebouwd, waarmee als eerste Duitse trein 160 km/u volgens dienstregeling gereden kon worden. Locomotief en rijtuigen waren blauw/beige geschilderd, een verwijzing naar de kleuren van de MITROPA Rheingold.

## Trans Europ Express
In 1965 werd de Rheinpfeil als TEE 21/22 in het TEE-net opgenomen, waarbij het hele traject binnen Duitsland bleef. Al op 26 september 1971 is de trein gedegradeerd tot Intercity omdat er voor een zelfstandige TEE naast de Rheingold te weinig reizigers waren.

### Rollend materieel
Het rollend materieel werd na 1965 overgeschilderd in de TEE kleuren rood/beige.

### Route en dienstregeling
Net als de D-trein Rheinpfeil kende ook de TEE Rheinpfeil een uitwisseling van rijtuigen in Duisburg. In Duisburg werden één rijtuig uit Amsterdam en twee rijtuigen, waaronder het restauratierijtuig, uit Hoek van Holland overgenomen van de TEE Rheingold en vier rijtuigen, waaronder het panoramarijtuig en het restauratierijtuig, met de TEE Rheingold meegegeven. Op 23 mei 1971 werd de TEE Rheinpfeil vernummerd, noordwaarts in TEE 26 en zuidwaarts in TEE 27. De uitwisseling van rijtuigen is ook na 26 september 1971 nog tot 3 juni 1973 gehandhaafd. In zuidelijke richting reed de Rheinpfeil 5 minuten achter de Rheingold, in noordelijke richting 5 minuten voor de Rheingold.
| TEE 27 | land      | station           | km  | TEE 26 |
| ------ | --------- | ----------------- | --- | ------ |
| 09:26  | Duitsland | Dortmund          | 0   | 20:49  |
| 09:38  | Duitsland | Bochum            | 19  | 20:36  |
| 09:48  | Duitsland | Essen             | 34  | 20:25  |
| 10:03  | Duitsland | Duisburg          | 54  | 20:11  |
| 10:37  | Duitsland | Düsseldorf        | 77  | 19:37  |
| 11:03  | Duitsland | Keulen            | 117 | 19:13  |
| 11:22  | Duitsland | Bonn              | 151 | 18:51  |
| 11:56  | Duitsland | Koblenz           | 210 | 18:19  |
| 12:46  | Duitsland | Mainz             | 302 | 17:28  |
| 13:17  | Duitsland | Frankfurt am Main | 340 | 17:02  |
| 14:33  | Duitsland | Würzburg          | 476 | 15:41  |
| 15:27  | Duitsland | Nürnberg          | 578 | 14:47  |
| 17:11  | Duitsland | München           | 777 | 13:07  |

## InterCity
Vanaf 26 september 1971 is de treindienst voortgezet als IC 106/107.Tot 3 juni 1973 bleef de rijtuig uitwisseling met de Rheingold bestaan. Daarna werd tot 27 mei 1979 nog een rijtuig uit Dortmund meegeven met de Rheingold voor de richting Milaan, maar werden geen rijtuigen meer van de Rheingold overgenomen. De Rheinpfeil reed vanaf toen zelf door naar Basel en niet meer naar München. In noordelijke richting werd toen ook de route tot Hamburg verlengd. Op 2 juni 1985 volgde een nieuwe routewijziging, de zuidkant werd verlengd tot Zürich en aan de noordkant werd voortaan uit Hannover in plaats van Hamburg gereden.

## EuroCity
Op 31 mei 1987 werd de Rheinpfeil in het EuroCity net opgenomen, waarbij tevens de route aan de zuidkant werd verlengd tot Chur. De Rheinpfeil reed op 1 juni 1991 voor het laatst, op 2 juni 1991 werd de dienst voortgezet door een ICE.